# Союз лівих сил
«Сою́з лі́вих сил» — заборонена проросійська партія в Україні. Заснована 8 грудня 2007 року. Офіційно зареєстрована 28 січня 2008 року, реєстраційне свідоцтво 146.
На установчому з'їзді партії, який відбувся 8 грудня 2007 року, головою партії був обраний Волга Василь Олександрович. На 5-му з'їзді партії, який відбувся 2 листопада 2019 року, головою партії був обраний Гольдарб Максим Юрійович.
18 грудня 2021 року на VII з'їзді партії прийняте рішення про зміну назви на політична партія «За новий соціалізм». Але ця зміна назви офіційно перереєстрована не була.
19 березня 2022 року РНБО призупинила діяльність партії на час воєнного стану.

## Ідеологія
У своїй програмі ставить за мету «перевести відносини з Росією в русло добросусідства». Голова партії Василь Волга заявляв про участь партії у виборах у псевдореспубліках ДНР і ЛНР. Також 7 листопада 2018 року у Василя Волги СБУ провела обшуки, у нього вилучили обладнання для ведення таємних перемовин та магнітні носії інформації, що вказують на його співпрацю з країною-агресором.

### Зовнішня
- Нейтральний статус України — оптимальна висхідна позиція для реалізації такої зовнішньополітичної ініціативи.

### Внутрішня
- російська мова як друга державна мова України;
- соціалізація економіки;
- децентралізація влади (передача більшої кількості економічної та політичної влади на рівень територіальних громад та органів самоорганізації населення);
- відновлення зруйнованої системи права в державі;
- надання регіонам широких прав у визначенні національно-культурної політики на своїй території (запровадження м'якого федералізму);
- реалізація положень європейської Хартії регіональних мов та мов меншин.

## Заборона
19 березня 2022 року, під час повномасштабного вторгнення військ РФ до України, РНБО призупинила діяльність партії на час воєнного стану.